# عالی جدید و شگفت‌انگیز
عالی جدید و شگفت‌انگیز (به انگلیسی: The Great New Wonderful) فیلمی محصول سال ۲۰۲۵ و به کارگردانی دنی لاینر است. در این فیلم بازیگرانی همچون استیون کلبر، المپیا دوکاکیس، جیم گافیگان، جودی گریر، مگی جیلنهال، نصیرالدین شاه، توماس مک‌کارتی، تونی شالهوب، ادی فالکو، شارات ساکسنا، جیم پارسونز، ست گیلیام، ویل آرنت، تونی کوشنر، آری گرینر، رزمری دویت، تونیه پاتانو، سم کاتلین، آنیتا جیلت، دیوید کاستابیل و مریدیت اوستروم ایفای نقش کرده‌اند.